# Lilika Nakou

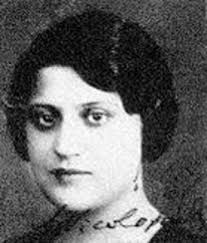
Lilika Nakos

Lilika Nakou (griechisch Λιλίκα Νάκου; auch Lilika Naku, Lilika Nakos; * 1904 in Athen, nach anderen Quellen 1899, 1903 oder 1906; † 25. Mai 1989 ebenda.) war eine griechische Schriftstellerin.

## Leben und Werk
Die Athenerin lebte lange in Paris und in Genf, wo sie das Konservatorium absolvierte und Philosophie studierte. Ihre ersten beachteten Erzählungen schrieb sie in französischer Sprache. Dichterkollegen wie Romain Rolland und Miguel de Unamuno lobten diese Frühwerke, Unamuno empfahl der jungen Autorin jedoch den Wechsel in die Muttersprache. Nakous Hauptwerk ist daher in Griechisch abgefasst. Ihre Arbeiten zeigen eine sozial engagierte und feinsinnig psychologisch beobachtende Autorin. Nakou beschäftigte sich in ihren vielbeachteten Romanen und Erzählungen zumeist mit den Unterdrückten und Schwächeren der Gesellschaft.
1945 arbeitete Nakou während des Griechischen Bürgerkrieges als Krankenschwester im von britischen Truppen besetzten Athen, wo eine Hungersnot herrschte. Ihrem aus Athen in die Schweiz geschmuggelten Werk The Children's Inferno, das auf Französisch und Englisch erschien, wird die Aufnahme von Nahrungsmittelhilfe (u. a. Milchpulver) durch das Rote Kreuz zugeschrieben.
Nakous Werke wurden kaum ins Deutsche übersetzt, ihre Prosaerzählung „Das Kätzchen“ erschien 1960 in der Anthologie Antigone lebt mit anderen Werken neugriechischer Literatur. Auch in andere Sprachen wurde die Autorin zu Lebzeiten übersetzt.

## Veröffentlichungen
- Hē xeparthenē, Ta Chronika, Athen 1932. (Roman)
- Hoi parastratēmanoi. 1935. (Roman)
- Hē kolasē tōn paidiōn. 1945. (Erzählband)
- Hē kyria Ntoremi. 1955. (Roman)
- Anthrōpina peprōmena. 1955. (Roman)
- Gia mia kainuria zōē. 1960. (Roman)
- Hoi oromatistes tēs Ikarias. 1963. (Roman)